# NGC 3314A
NGC 3314A је спирална галаксија у сазвежђу Хидра која се налази на NGC листи објеката дубоког неба.
Деклинација објекта је - 27° 41' 0" а ректасцензија 10h 37m 12,7s. Привидна величина (магнитуда) објекта NGC 3314 износи 12,5 а фотографска магнитуда 13,5. NGC 3314A је још познат и под ознакама ESO 501-46, MCG -4-25-41, AM 1034-272, IRAS 10348-2725, PRC D-48, PGC 31531.